# Chasing Lights
 (juillet 2017).
Si vous disposez d'ouvrages ou d'articles de référence ou si vous connaissez des sites web de qualité traitant du thème abordé ici, merci de compléter l'article en donnant les références utiles à sa vérifiabilité et en les liant à la section « Notes et références ».
Albums de The Saturdays
Wordshaker
(2009)
Singles
1. If This Is Love
Sortie : 28 juillet 2008
2. Up
Sortie : 5 novembre 2008
3. Issues
Sortie : 5 janvier 2009
4. Just Can't Get Enough
Sortie : 2 mars 2009
5. Work
Sortie : 29 juin 2009

Chasing Lights est le premier album du girl group britannique The Saturdays, sorti en 2008.

## Présentation
The Saturdays commencent l'enregistrement de ce premier album au cours des mois de mai et juin 2008 avec la participation de plusieurs producteurs et compositeurs (voir infra), dont Ina Wroldsen et Alex Cartana, alors qu'elles participent au Tangled Up Tour (en), la tournée des Girls Aloud - avec qui le groupe a partagé le même label discographique .
Avec cet album, le groupe fait ses débuts sous le label Fascination Records, une sous-division de Polydor. De celui-ci sont extraits quatre titres qui seront classés dans le Top 10 des meilleures ventes de singles au Royaume-Uni et deux dans le Top 10 irlandais.
Le premier single If This Is Love atteint la 8e place du UK Singles Chart en août 2008, le titre suivant Up, la 5e en octobre 2008, ensuite Issues, la 4e en décembre, toujours la même année, et, enfin, la reprise de Just Can't Get Enough se classe 2e en mars 2009.
L'album, quant à lui, se place en 9e position du UK Albums Chart, classement également établi sur les ventes d'albums par The Official Charts Company.
L'album s'est vendu à près de 400 000 exemplaires au Royaume-Uni[réf. nécessaire] et est certifié disque de platine, en novembre 2009, par la BPI.
L'album est réédité le 16 mars 2009 pour inclure la reprise de la chanson de Depeche Mode Just Can't Get Enough (1981).
Le titre Why Me, Why Now est, à l'origine, une démo écrite et enregistrée par Alex Cartana, mais plus tard reprise par The Saturdays.

## Liste des titres
| 1.    | If This Is Love          | Alison Moyet, Ina Wroldsen, Joe Belmaati, John Reid, Mich Hansen (Cutfather), Mikkel Sigvardt, Vince Clarke | Cutfather, Joe               | 3:23 |
| 2.    | Up                       | Andreas Romdhane & Josef Larossi (Quiz & Larossi), Wroldsen                                                 | Quiz & Larossi               | 4:05 |
| 3.    | Keep Her                 | David Eriksen, Wroldsen, Thomas Eriksen                                                                     | D. Eriksen, T. Eriksen       | 3:04 |
| 4.    | Issues                   | Evan Rogers, Carl Sturken                                                                                   | Rogers, Sturken              | 3:37 |
| 5.    | Lies                     | D. Eriksen, Wroldsen, T. Eriksen                                                                            | D. Eriksen, T. Eriksen       | 3:54 |
| 6.    | Work                     | Harry Sommerdahl, Wroldsen, Kalle Engstrom                                                                  | Sommerdahl, Engstrom         | 3:12 |
| 7.    | Chasing Lights           | Chris Braide, Wroldsen                                                                                      | Braide                       | 4:02 |
| 8.    | Set Me Off               | D. Eriksen, Wroldsen, T. Eriksen                                                                            | D. Eriksen, T. Eriksen       | 3:03 |
| 9.    | Fall                     | Andre Lindal, Wroldsen, J.C. Isaksen                                                                        | D. Eriksen, T. Eriksen       | 3:36 |
| 10.   | Vulnerable               | Alex James, Dean Gillard, Matt Ward, Nina Woodford                                                          | Gillard, Ward                | 4:05 |
| 11.   | Why Me, Why Now          | Hannah Robinson, Alex Cartana, Paul Statham                                                                 | Statham                      | 3:37 |
| 12.   | Up (Wideboys remix edit) | Romdhane, Wroldsen, Larossi                                                                                 | Quiz & Larossi, The Wideboys | 3:01 |
| 42:39 |                          | |                              |      |

| Titres bonus - Réédition Royaume-Uni (Fascination Records, 16 mars 2009) | Titres bonus - Réédition Royaume-Uni (Fascination Records, 16 mars 2009) | Titres bonus - Réédition Royaume-Uni (Fascination Records, 16 mars 2009) | Titres bonus - Réédition Royaume-Uni (Fascination Records, 16 mars 2009) | Titres bonus - Réédition Royaume-Uni (Fascination Records, 16 mars 2009) | Titres bonus - Réédition Royaume-Uni (Fascination Records, 16 mars 2009) | Titres bonus - Réédition Royaume-Uni (Fascination Records, 16 mars 2009) | Titres bonus - Réédition Royaume-Uni (Fascination Records, 16 mars 2009) | Titres bonus - Réédition Royaume-Uni (Fascination Records, 16 mars 2009) | Titres bonus - Réédition Royaume-Uni (Fascination Records, 16 mars 2009) |
| No                                                                       | Titre                                                                    | Auteur                                                                   | Producteur(s)                                                            | Durée                                                                    |                                                                          |                                                                          |                                                                          |                                                                          |                                                                          |
| ------------------------------------------------------------------------ | ------------------------------------------------------------------------ | ------------------------------------------------------------------------ | ------------------------------------------------------------------------ | ------------------------------------------------------------------------ | ------------------------------------------------------------------------ | ------------------------------------------------------------------------ | ------------------------------------------------------------------------ | ------------------------------------------------------------------------ | ------------------------------------------------------------------------ |
| 12.                                                                      | Just Can't Get Enough (Radio Mix) (reprise de Depeche Mode)              | Clarke                                                                   | D. Eriksen                                                               | 3:07                                                                     |                                                                          |                                                                          |                                                                          |                                                                          |                                                                          |
| 13.                                                                      | Up (Wideboys remix edit)                                                 | Romdhane, Wroldsen, Larossi                                              | Quiz & Larossi, The Wideboys                                             | 3:01                                                                     |                                                                          |                                                                          |                                                                          |                                                                          |                                                                          |
| 45:58                                                                    |                                                                          |                                                                          |                                                                          |                                                                          |                                                                          |                                                                          |                                                                          |                                                                          |                                                                          |